# Stazione di Londra Waterloo
La stazione di Londra Waterloo è una delle principali stazioni ferroviarie della capitale britannica, la prima del Regno Unito per flusso di passeggeri e una delle prime venti d'Europa. La stazione si trova di fronte a Westminster, nel borgo londinese di Lambeth.
La stazione è stata aperta nel 1848 dalla London and South Western Railway e sostituiva la precedente stazione di Nine Elms, essendo più vicina al West End di Londra. Non è stata progettata per essere capolinea dal momento che le intenzioni originarie erano quelle di far continuare la linea in direzione della Città di Londra e, conseguentemente, la stazione si è sviluppata in modo disordinato. È stata quindi ricostruita all'inizio del XX secolo, inaugurata nel 1922, e il nuovo edificio includeva un Arco della Vittoria sopra l'ingresso principale, che commemorava i caduti della prima guerra mondiale.
Waterloo è stata l'ultima delle principali stazioni londinesi a essere servita da treni a vapore, che hanno smesso di transitare da qui dal 1967.
La stazione è stato il capolinea dei treni internazionali di Eurostar dal 1994 al 2007, anno in cui sono stati trasferiti a St. Pancras International.
Con oltre 94 300 milioni di passeggeri all'anno, Waterloo è la stazione britannica con il maggior numero di passeggeri. È, inoltre, la stazione più grande del Regno Unito in termini di superficie e quella con il più alto numero di binari, ventiquattro.

## Storia

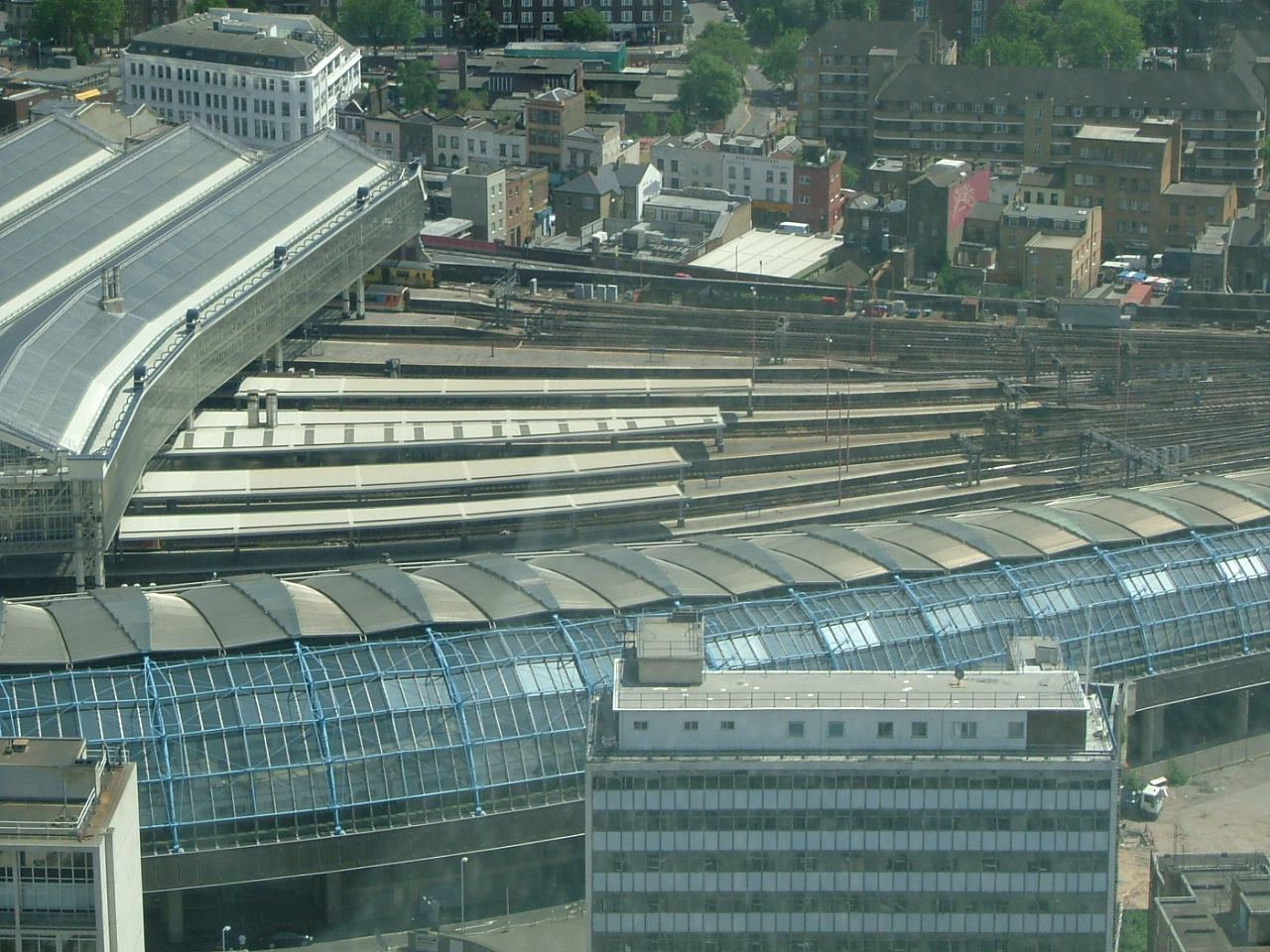
Panorama della stazione

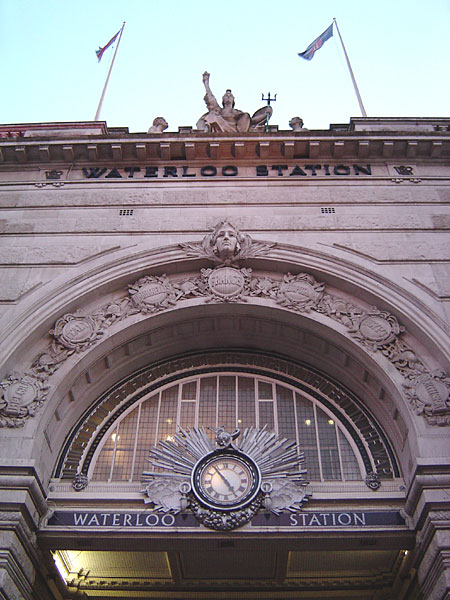
Facciata dell'ingresso

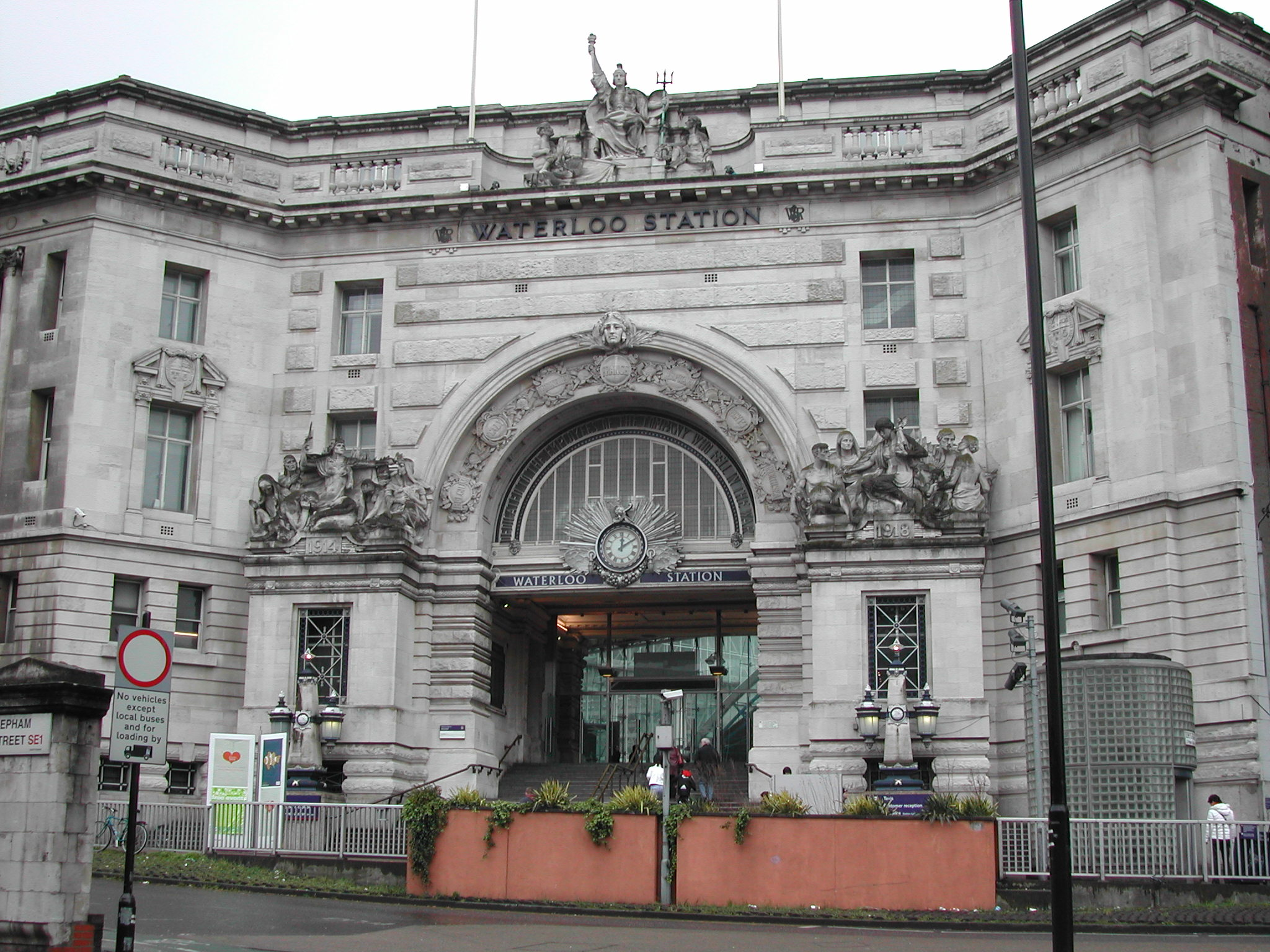
Facciata principale storica

La stazione venne aperta l'11 luglio 1848, e la prima intenzione fu quella di farne una stazione passante da riallacciare alla rete settentrionale londinese.
Con l'apertura dell'Eurotunnel fra Calais e Folkestone (1994), la stazione è diventata il punto di ricezione britannico per il traffico ferroviario proveniente dall'Europa continentale. Questo fino al 2007 quando le linee Eurostar furono trasferite alla stazione St. Pancras International.

## Simbolo
Molte grandi stazioni di Londra possiedono un simbolo, compreso in un cerchio, che rimanda più o meno al nome dello scalo stesso: quello di Waterloo rappresenta una grande W con sopra una miniatura stilizzata di un leone (disegno bianco in campo amaranto).

## Strutture e impianti
Londra Waterloo è una stazione di testa che ha una struttura il cui parco binari si apre a "ventaglio" nell'attestarsi al fabbricato viaggiatori, coperto da pensiline. Lo scalo è composto da 25 binari, ma solo 20 sono attualmente utilizzati; gli altri, anteriormente usati dall'Eurostar, sono in disuso.
Di fronte all'ingresso si trova la stazione di Waterloo Est, attigua stazione sulla linea che dal sud est inglese si attesta a Charing Cross. È considerabile come parte della stessa stazione Waterloo e conta 2 binari di servizio.

## Movimento
Waterloo è la stazione ferroviaria con il maggior numero di passeggeri all'anno, con poco meno di 100 milioni di entrate e uscite nel biennio 2015-2016; nel 2013, è risultata essere la novantunesima stazione con più passeggeri al mondo.
La stazione è servita da treni suburbani, regionali e nazionali gestiti da South Western Railway; questi servizi, collegano Londra con le contee dell'Inghilterra sudoccidentale, tra cui il Surrey, l'Hampshire, il Dorset e il Berkshire.
South Western Railway, nel 2017, ha erogato un servizio di circa 1 600 treni al giorno, utilizzato da oltre 651 000 passeggeri, diventando uno dei servizi pendolari più utilizzato d'Europa.

## Interscambi
La stazione consente l'interscambio con varie fermate della metropolitana: Southwark (sulla linea Jubilee), Waterloo (sulle linee Bakerloo, Jubilee, Northern e Waterloo & City) ed Embankment (sulle linee Bakerloo, Circle, District e Northern).
È permesso, inoltre, l'interscambio con la stazione di Waterloo Est, situata sulla South Eastern Main Line, a ridosso dello scalo.
Nelle vicinanze della stazione effettuano fermata numerose linee urbane automobilistiche, gestite da London Buses.
Dal Waterloo Millennium Pier, infine, è possibile fruire dei servizi fluviali di Londra gestiti da TfL.
- Fermata metropolitana (Waterloo, Embankment e Southwark - linee Bakerloo, Circle, District, Jubilee, Northern e Waterloo & City)
- Stazione ferroviaria (Stazione di Londra Waterloo - linee nazionali)
- Fermata autobus
- Molo fluviale (Waterloo Millennium Pier - London River Services)

## Galleria d'immagini

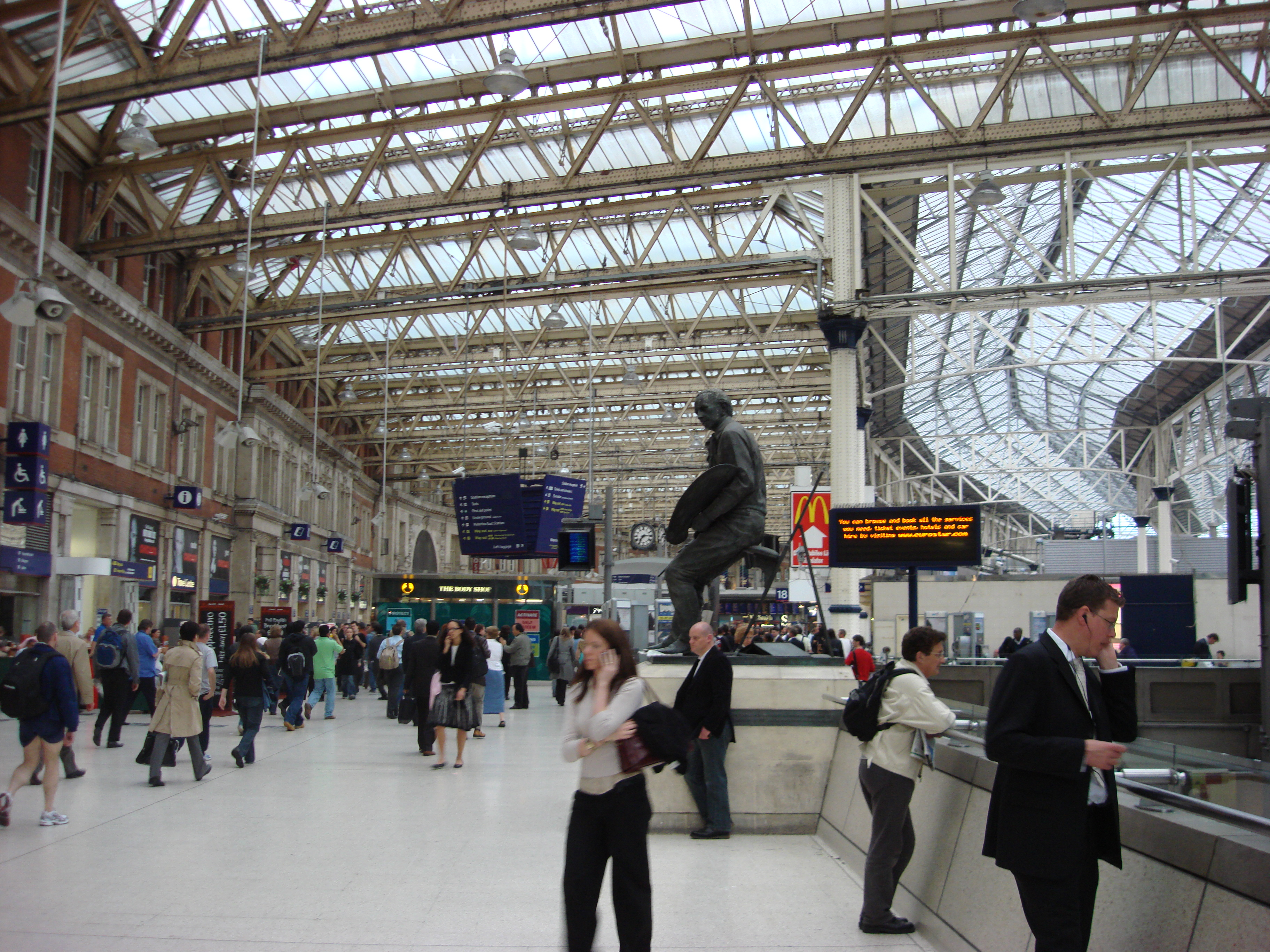
Interno della stazione
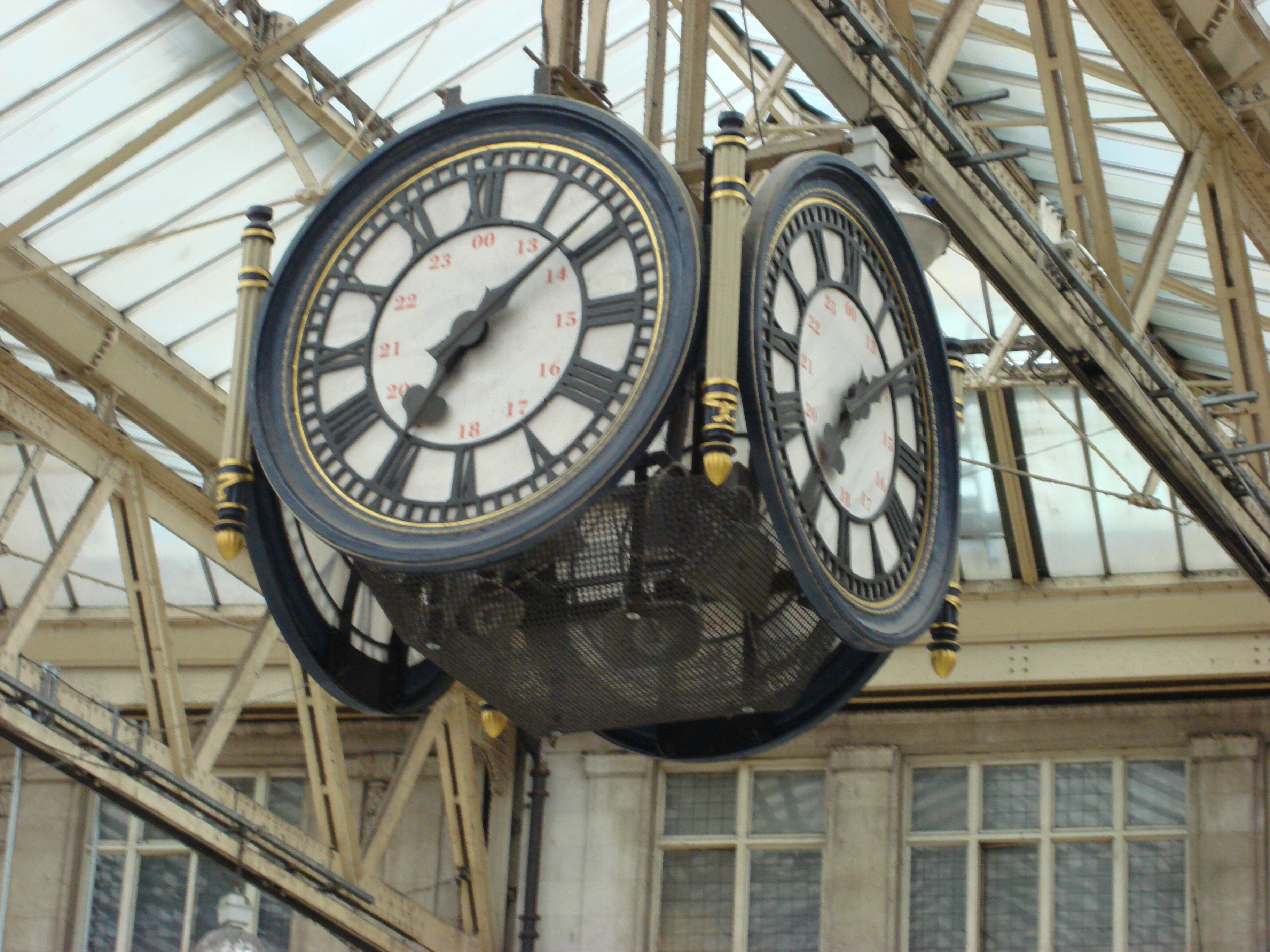
L'orologio della stazione
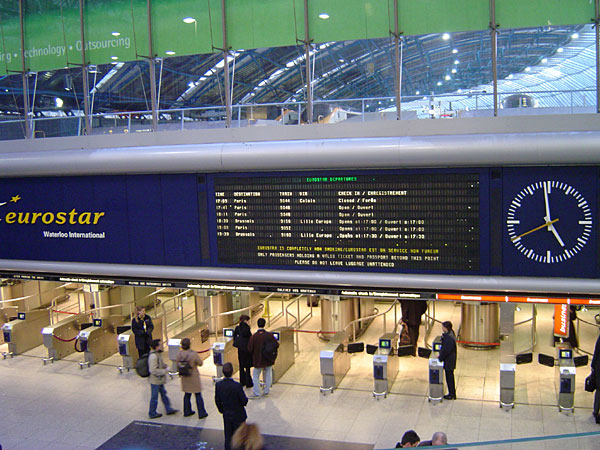
Il Waterloo International

## Voci correlate

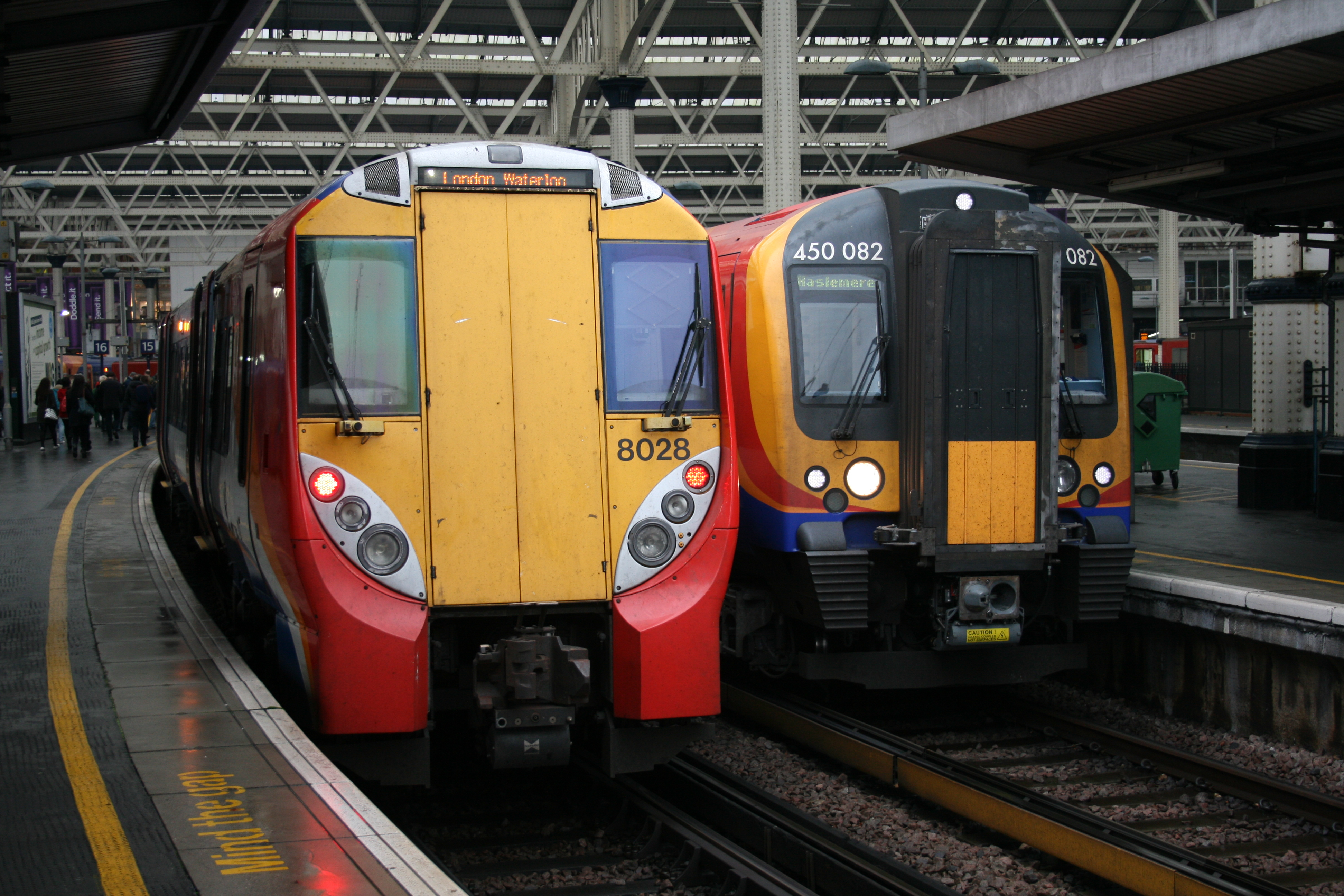
Treni della South West a Londra